# アニソン50年史
『アニソン50年史』（アニソンごじゅうねんし）は、熊本放送ラジオで放送されていたラジオ番組である。放送開始は2013年4月5日。
番組冒頭の説明によれば、2013年は日本の国産テレビアニメシリーズ第1号『鉄腕アトム』放送開始から50年にあたり、その50年間の歴史と世相をその年のアニメ主題歌とともに振り返るという趣旨である。年代は順不同。毎回原則として2曲が紹介される。放送時間は毎週金曜18時20分～18時30分と毎週日曜4時50分～5時（再放送）。

## 出演者
- 清原憲一

| 放送回 | 初回放送日    | 再放送日      | 年                 | 1曲目タイトル      | 1曲目アーティスト | 1曲目番組                        | 2曲目タイトル             | 2曲目アーティスト             | 2曲目番組                                   | 備考 |
| ------ | ------------- | ------------- | ------------------ | ------------------ | ----------------- | -------------------------------- | ------------------------- | ----------------------------- | ------------------------------------------- | ---- |
| 第1回  | 2013年4月5日  | 2013年4月7日  |                    |                    |                   |                                  |                           |                               |                                             |      |
| 第2回  | 2013年4月12日 | 2013年4月14日 |                    |                    |                   |                                  |                           |                               |                                             |      |
| 第3回  | 2013年4月21日 | 2013年4月23日 |                    |                    |                   |                                  |                           |                               |                                             |      |
| 第4回  | 2013年4月26日 | 2013年4月28日 |                    |                    |                   |                                  |                           |                               |                                             |      |
| 第5回  | 2013年5月3日  | 2013年5月5日  |                    |                    |                   |                                  |                           |                               |                                             |      |
| 第6回  | 2013年5月10日 | 2013年5月12日 | 2008年（平成20年） | ライオン           | 中島愛            | マクロスF                        | 勝って泣こうゼッ!         | T-Pistonz+KMC                 | イナズマイレブン                            |      |
| 第7回  | 2013年5月17日 | 2013年5月19日 | 1979年（昭和54年） | 翔べ! ガンダム     | 池田鴻            | 機動戦士ガンダム                 | 聞こえるかしら            | 大和田りつこ                  | 赤毛のアン                                  |      |
| 第8回  | 2013年5月24日 | 2013年5月26日 | 1984年（昭和59年） | 愛をとりもどせ!!   | クリスタルキング  | 北斗の拳                         | とんがり帽子のメモル      | 山野さと子                    | とんがり帽子のメモル                        |      |
| 第9回  | 2013年5月31日 | 2013年6月2日  | 1992年（平成4年）  | ムーンライト伝説   | DALI              | 美少女戦士セーラームーン         | オラはにんきもの          | のはらしんのすけ （矢島晶子） | クレヨンしんちゃん                          |      |
| 第10回 | 2013年6月7日  | 2013年6月9日  | 2002年（平成14年） | Shootin Star       | KOTOKO            | おねがい☆ティーチャー            | キングゲイナー・オーバー! | 福山芳樹                      | OVERMANキングゲイナー                       |      |
| 第11回 | 2013年6月14日 | 2013年6月16日 | 2010年（平成22年） | irony              | ClariS            | 俺の妹がこんなに可愛いわけがない | 迷子犬と雨のビート        | ASIAN KUNG-FU GENERATION      | 四畳半神話大系                              |      |
| 第12回 | 2013年6月21日 | 2013年6月23日 |                    |                    |                   |                                  |                           |                               |                                             |      |
| 第13回 | 2013年6月28日 | 2013年6月30日 |                    |                    |                   |                                  |                           |                               |                                             |      |
| 第14回 | 2013年7月5日  | 2013年7月7日  | 1985年（昭和60年） | 水の星へ愛をこめて | 森口博子          | 機動戦士Ζガンダム                | タッチ                    | 岩崎良美                      | タッチ                                      |      |
| 第15回 | 2013年7月12日 | 2013年7月14日 | 1998年（平成10年） | Duvet              | ボア              | serial experiments lain          | ロマンス                  | PENICILLIN                    | セクシーコマンドー外伝 すごいよ!!マサルさん |      |
| 第16回 | 2013年7月19日 | 2013年7月21日 | 2005年（平成17年） | 鳥の詩             | Lia               | AIR                              | 大好きな君に              | 小田和正                      | 雪の女王                                    |      |
| 第17回 | 2013年7月26日 | 2013年7月28日 |                    |                    |                   |                                  |                           |                               |                                             |      |
| 第18回 | 2013年8月2日  | 2013年8月4日  |                    |                    |                   |                                  |                           |                               |                                             |      |